# Špilje i umjetnost ledenog doba Švapske Jure
Špilje i umjetnost ledenog doba Švapske Jure su skup šest prapovijesnih špilja koje se nalaze u dvije doline, Achtal i Lonetal, na gorju Švapska Juraa, u njemačkoj pokrajini Baden-Württemberg.
Ovi arheološki lokaliteti, otrkiveni 1860-ih, su upisani na UNESCOv popis mjesta svjetske baštine u Europi 2017. god., jer su među najvažnijima za proučavanje špiljske umjetnosti starijeg paleolitika u vrijeme kada se na ovom području javljaju prvi moderni ljudi - kromanjonci (43000. pr. Kr.-33000. pr. Kr.), tijekom posljednjeg ledenog doba.
Naime, ovdje su pronađene neke od najstarijih figurativnih umjetnina na svijetu koje su pomogle protumačiti podrijetlo ljudskog umjetničkog razvoja u kontekstu antropologije i estetike. Među njima su izrezbarene figurice životinja (špiljskih lavova, mamuta, konja i stoke), glazbeni instrumenti i razni predmeti za ukrašavanje. Od njih su najzanimljiviji Lavlji čovjek (njem. Löwenmensch) i Venera iz Hohle Felsa (Venus vom Hohlefels), procijenjene starosti između 35000 i 40000 godina, iz razdoblja gornjeg paleolitika (Aurignacien), što ih čini do sada nedvojbeno najstarijim pronađenim primjerkom prikaza čovjeka i figurativne umjetnosti, uopće.

## Popis lokaliteta
| Slika              | Ime                                       | Umjetnina             | Lokacija                             | Koordinate                                    | Bilješke |
| ------------------ | ----------------------------------------- | --------------------- | ------------------------------------ | --------------------------------------------- | --- |
| Geißenklösterle    | Geißenklösterle („Kozji klaustar”)        | Adorant               | Dolina Achtal, Alb-Donau-Kreis       | 48°23′54″N 9°46′17″E / 48.39821°N 9.77138°E   | Polušpilja se nalazi južno od zaseoka Blaubeuren u Alb-Donau i u njoj su od 1957. godine pronađeni tragovi života od srednjeg paleolitika (300.000-40.000 pr. Kr.) do mezolitika (9.600-4.500 pr. Kr.), ali i željeznog doba i srednjeg vijeka. Najslavnija je figurica od mamutske bjelokosti koja predstavlja hibrida čovjeka i životinje, nazvana Adorant. |
| Sirgensteinhöhle   | Sirgensteinhöhle („Špilja dvorca Sirgen”) |                       | Dolina Achtal, Alb-Donau-Kreis       | 48°23′13″N 9°45′40″E / 48.38704°N 9.76119°E   | Prebivalište iz kamenog doba nalazi se u zaseoku Blaubeuren u Alb-Donau, oko 35 m iznad doline Achtal na nadmorskoj visini od 565 m gdje je 5,4 m širok otvor u dnu 20 m visoke litice planine Bijela Jura. Ukupna duljina šupljine je 42 metara, širine pet metara i visine između 1,5 i 10 m, a od srednjeg vijeka je spojena s dvorcem Sirgenstein. U stražnjem dijelu šupljine je osvijetljena prirodnim otvorima u stropu. Od 1866. tu je pronađeno 5000 kremenih artefakata, poput kremenih noževa, šila i lopatica.                         |
| Hohler Fels        | Hohler Fels („Šuplje stijene”)            | Venera iz Hohle Felsa | Dolina Achtal, Alb-Donau-Kreis       | 48°22′45″N 9°45′15″E / 48.37926°N 9.75409°E   | Jedno od najvažnijih arheoloških nalazišta gornjeg paleolitika u srednjoj Europi iz 19. stoljeća. Špilja se sastoji od 15 metara dugog hodnika i kasnije dvorane. Sa svojih 500 m² stambenog prostora i duljine od 6 km jedna je od najvećih u Švapskim jurama. Ulaz joj je na 534 metara nadmorske visine planine Bijela Jura, u podnožju padine ispod koje teče rijeka Achtal. U njoj su od 1830. otkrivene brojne figurice iz orinjaškog razdoblja od kojih je najslavnija Venera iz Hohle Felsa, možda najstarija ljudska figurica na svijetu. |
| Bocksteinhöhle     | Bocksteinhöhle („Jarčeva špilja”)         | Bocksteinmesser       | Dolina Lonetal, Landkreis Heidenheim | 48°33′15″N 10°09′17″E / 48.55424°N 10.15469°E | Ona je velika dvorana u stijeni promjera 15 × 20 m, smještena 50 metara iznad doline Lonetal. Veliki otvor na strani doline je izrađen tijekom iskopavanja 1873. god. Pored njega, u špilju se ulazilo kroz veći broj malih bočnih udubljenja u dvorani. Osim alata iz mezolitika i neolitika pronađeni su kosturi žene i djeteta starih oko 6200 godine. Većina nalaza datira iz oko 50.000 do 70.000. pr. Kr. Bockstein špilja se smatra najstarijim naseljem u južnoj Njemačkoj.                                                                |
| Hohlenstein-Stadel | Hohlenstein-Stadel („šuplji kamen”)       | Lavlji čovjek         | Dolina Lonetal, Alb-Donau-Kreis      | 48°32′58″N 10°10′23″E / 48.54931°N 10.17294°E | 500 m duga špilja Hohlenstein se nalazi na južnoj strani doline Lonetal, između špilja Bockstein i Vogelherdhöhle i sastoji se od više prostorija: Medvjeđa špilja (oko 89m duljine), Stadel (oko 69 m) i Male abrazije (10 m širine otvora na stijeni). Tu je 1939. otkrivena jedna od najpoznatijih orinjaških figurica, „Lavlji čovjek”, stara oko 35.000 godina. |
| Vogelherdhöhle     | Vogelherdhöhle („Špilja ptičja pećnica”)  | Divlji konj           | Dolina Lonetal, Landkreis Heidenheim | 48°33′31″N 10°11′39″E / 48.55865°N 10.19428°E | Vapnenačka špilja otkrivena 1931. god. s najstarijim figuricama od mamutske bjelokosti iz orinjaškog razdoblja. Špilja se nalazi na brdu visine 20 m iznad rijeke Lone i svojim “Y” oblikom pokriva 170 m², te ima prosječnu visinu od 3-4 m. Nije dostupna za posjetitelje, ali je 2013. izgrađen Archäopark Vogelherd s muzejom i turističkim centrom. |

## Poveznice
- Altamira
- Prapovijesni lokaliteti u dolini Vézère
- Prapovijest

## Vanjske poveznice
- Službene stranice Državnog ureda Baden-Württemberga za očuvanje lokaliteta  Arhivirana inačica izvorne stranice od 13. ožujka 2021. (Wayback Machine)